# شابلا
شابلا شهری در استان دوبریچ کشور بلغارستان است که جمعیت آن در سال ۲۰۰۱ میلادی ۳٬۹۴۵ نفر بوده‌است.